# Aichryson palmense
Aichryson palmense ist eine Pflanzenart aus der Gattung Aichryson in der Familie der Dickblattgewächse (Crassulaceae).

## Beschreibung

### Vegetative Merkmale
Aichryson palmense wächst als zwei- oder dreijährige, drüsig behaarte, krautige Pflanze und erreicht Wuchshöhen von bis zu 20 Zentimeter. Die überall deutlich mit Haaren bedeckten Triebe weisen einen Durchmesser von etwa 6 Millimeter auf. Die unteren Zweige sind breit spreizend und ausgebreitet. Ihre breit eiförmigen, zugespitzten oder gerundeten, dicht drüsig behaarten, klebrigen Laubblätter sind 25 bis 45 Millimeter lang und 20 bis 30 Millimeter breit. Sie verschmälern sich in einen deutlichen, bis zu 20 Millimeter langen Stiel. Nahe der Basis ist die Blattspreite am breitesten.

### Generative Merkmale
Der lockere Blütenstand ist wenigblütig. Die acht- bis neunzähligen Blüten stehen an einem 8 bis 20 Millimeter langen Blütenstiel und weisen einen Durchmesser von 12 bis 14 Millimeter auf. Ihre Kelchblätter sind drüsig behaart. Die blassgelben, lanzettlichen, zugespitzten Kronblätter sind 6 bis 7 Millimeter lang.

## Systematik und Verbreitung
Aichryson palmense ist auf La Palma in Höhen von 300 bis 800 Metern verbreitet. 
Die Erstbeschreibung durch Carl August Bolle wurde 1859 veröffentlicht.
Ein nomenklatorische Synonyme ist Sempervivum palmense (Webb ex Bolle) Christ (1888).

## Nachweise